# Una Mae Carlisle
Una Mae Carlisle (26 de desembre de 1915 – 7 de novembre de 1956) fou una pianista, cantant i compositora de jazz estatunidenca.
Nascuda a Zanesville, Ohio, filla d'Edward i Mellie Carlisle. Va rebre classes de piano de la seva mare i als tres anys ja tocava en públic. Sent encara una nena, actuava regularment a la cadena de ràdio WHIO (AM) de Dayton, Ohio.
El 1932, quan encara era una adolescent, Fats Waller la va conèixer mentre ella estava treballant a la ràdio. El seu estil pianístic estava molt influït pel mateix Fats Waller: tenia un estil que incorporava elements del boogie-woogie i també de l'stride-piano a més d'incorporar humor a les seves actuacions. Tocà a piano sol des del 1937, fent vàries gires arreu d'Europa i arribà a enregistrar algunes sessions amb el mateix Waller a finals de la dècada dels 30.
Cap al 1940 Carlisle enregistrà com a líder per Bluebird Records, l'acompanyaren músics com Lester Young, Benny Carter, o John Kirby. Tingué a més una llarga relació d'amistat amb el productor i representant Joe Davis, que començà després de finalitzar el seu contracte amb Bluebird. També va tenir molt d'èxit com a compositora; Cab Calloway o Peggy Lee van ser alguns dels qui versionaren les seves cançons. Tingué el seus propis programes de ràdio i televisió a finals dels anys 40. Els seus últims enregistraments van ser pel segell Columbia Records amb Don Redman a principis dels anys 50.